# Alliance of Women Film Journalists EDA Awards 2016
9. ročník Alliance of Women Film Journalists EDA Awards se konal 22. prosince 2016. Nominace byly zveřejněny 16. prosince 2016.

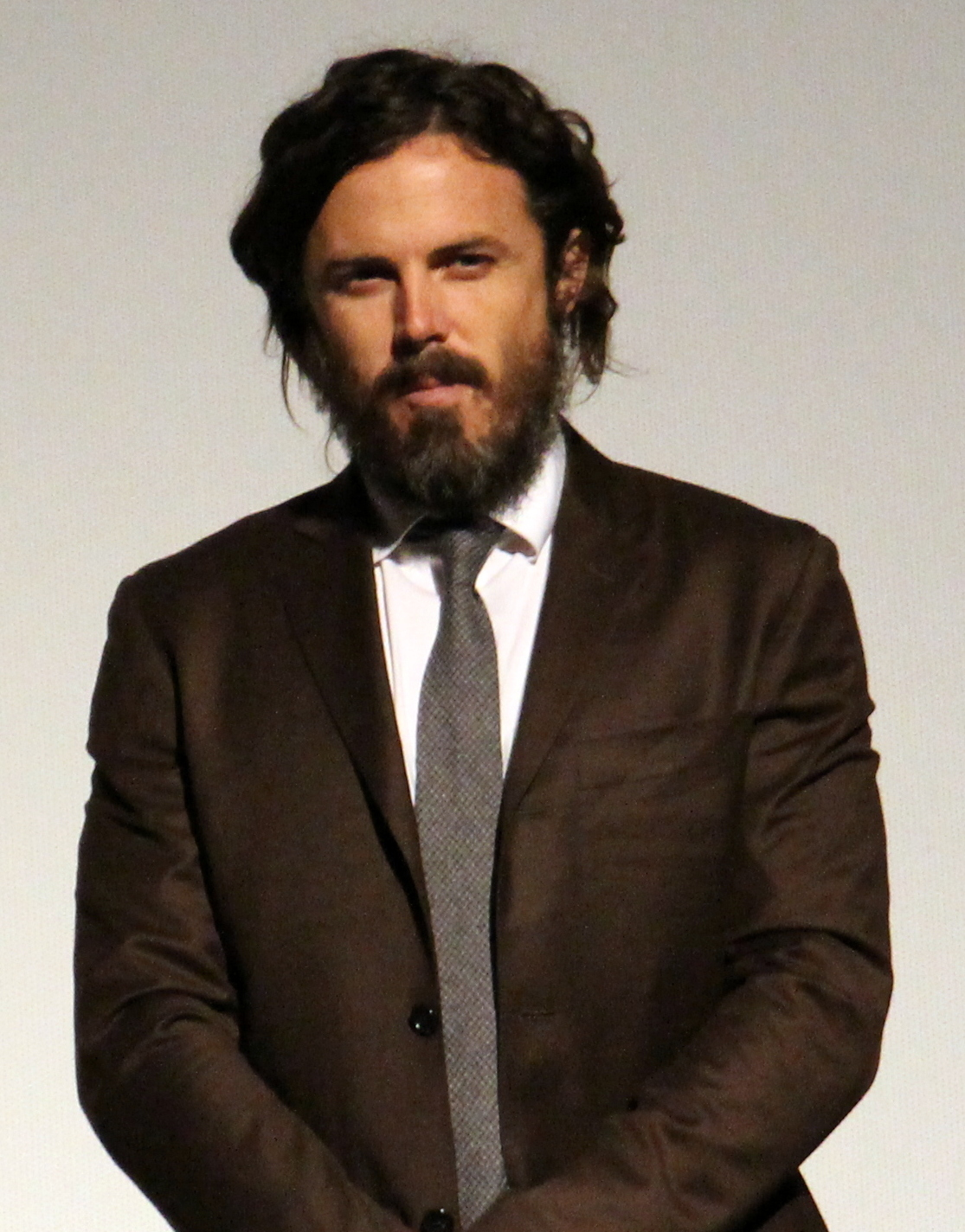
Casey Affleck vítěz v kategorii nejlepší herec

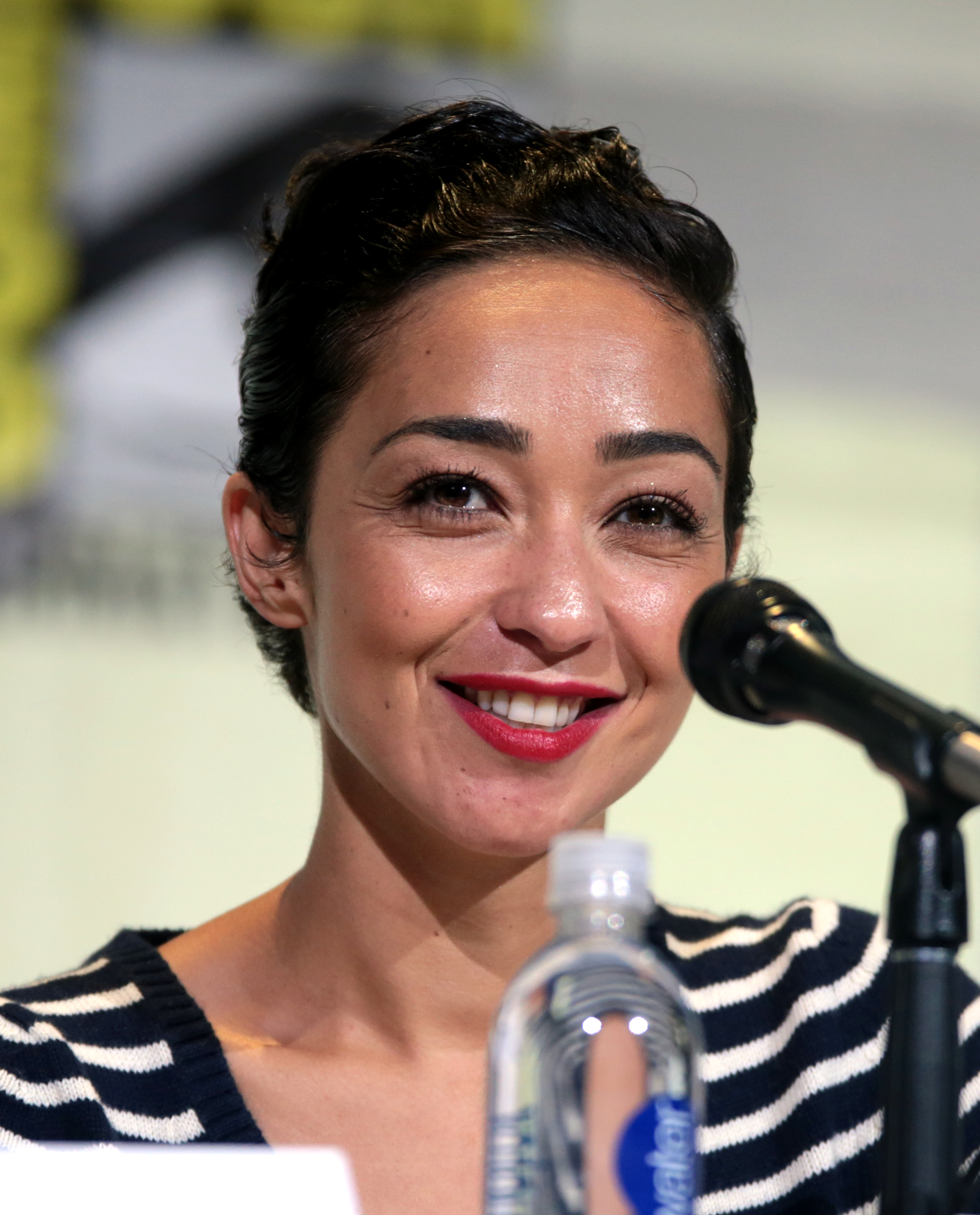
Ruth Negga vítězka v kategorii nejlepší herečka

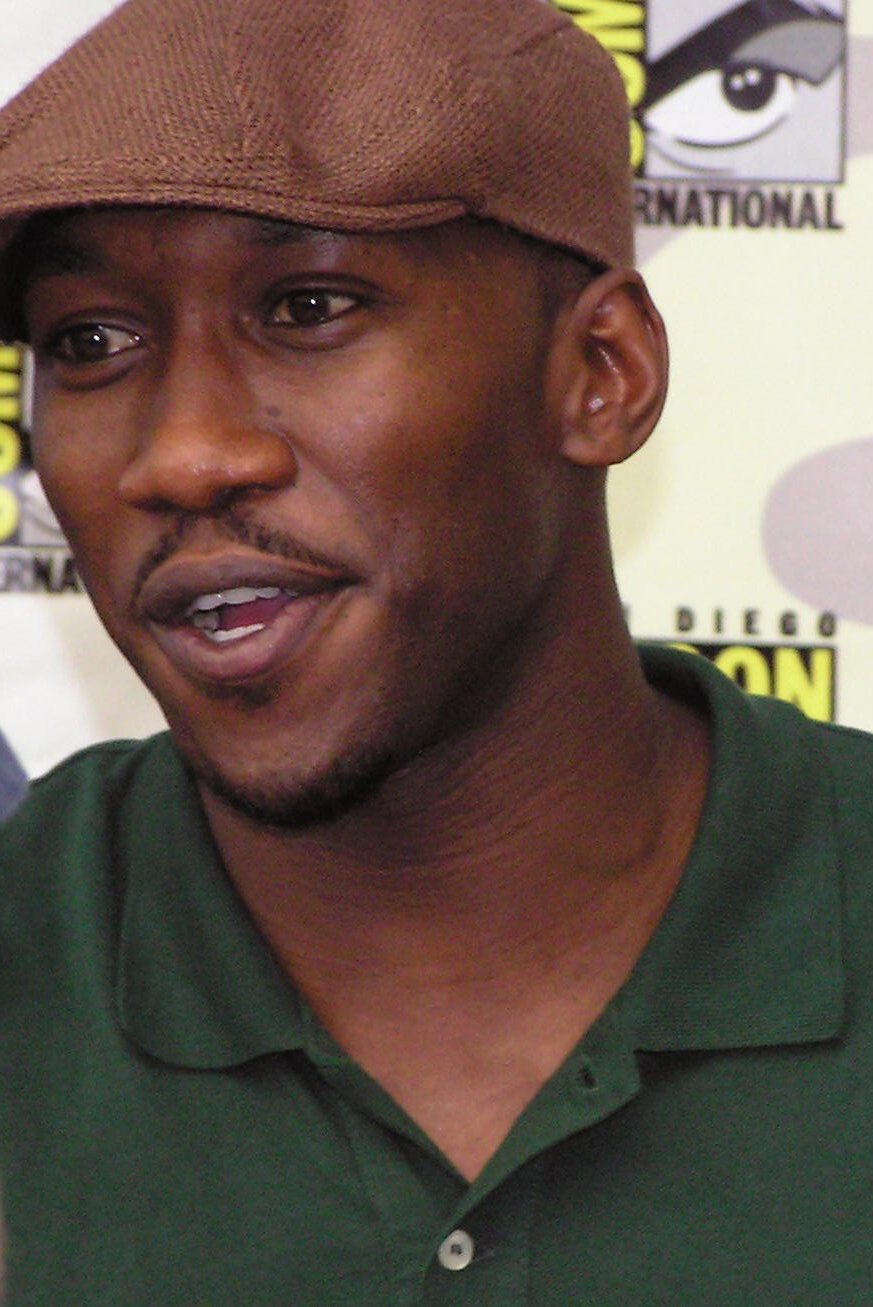
Mahershala Ali vítěz v kategorii nejlepší herec ve vedlejší roli

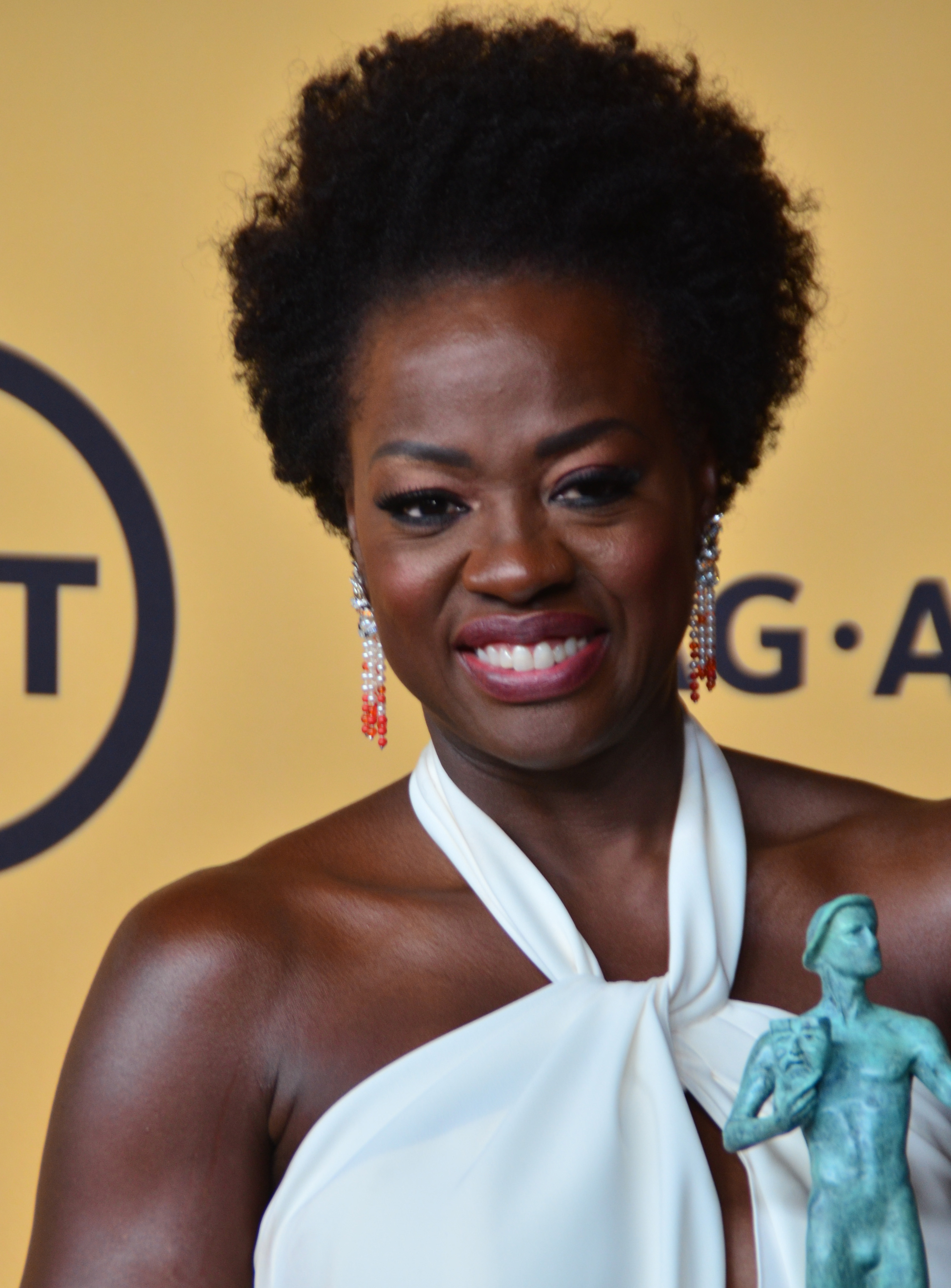
Viola Davis vítězka v kategorii nejlepší herečka ve vedlejší roli

## Vítězové a nominovaní
Tučně jsou označeni vítězové.

### Nejlepší film
Moonlight 
- Za každou cenu
- La La Land
- Místo u moře
- Příchozí

### Nejlepší režisér
Barry Jenkins – Moonlight
- Damien Chazelle – La La Land
- Denis Villeneuve – Příchozí
- David Mackenzie – Za každou cenu
- Kenneth Lonegran – Místo u moře

### Nejlepší adaptovaný scénář
Barry Jenkins – Moonlight
- Eric Heisserer – Příchozí
- Luke Davies – Lion
- Whit Stillman – Láska a přátelství
- Tom Ford – Noční zvířata

### Nejlepší původní scénář
Kenneth Lonegran – Místo u moře
- Damien Chazelle – La La Land
- Mike Mills – Ženy 20. století
- Taylor Sheridan – Za každou cenu
- Joel Coen a Ethan Coen – Ave, Caesar!

### Nejlepší herec v hlavní roli
Casey Affleck – Místo u moře
- Ryan Gosling – La La Land
- Denzel Washington – Ploty
- Joel Edgerton – Loving
- Tom Hanks – Sully: Zázrak na řece Hudson

### Nejlepší herečka v hlavní roli
Ruth Negga – Loving
- Isabelle Huppert – Elle
- Emma Stoneová – La La Land
- Natalie Portman – Jackie
- Amy Adams – Příchozí

### Nejlepší herec ve vedlejší roli
Mahershala Ali – Moonlight
- Jeff Bridges – Za každou cenu
- Ben Foster – Za každou cenu
- Michael Shannon – Noční zvířata
- Lucas Hedges – Místo u moře

### Nejlepší herečka ve vedlejší roli
Viola Davis – Ploty
- Naomie Harris – Moonlight
- Greta Gerwig – Ženy 20. století
- Octavia Spencer – Skrytá čísla
- Michelle Williamsová – Místo u moře

### Nejlepší dokument
13th
- O.J.: Made in America
- Nejsem žádný tvůj negr
- Gleason
- Weiner

### Nejlepší cizojazyčný film
Komorná
- Elle
- Požár na moři
- Julieta
- Toni Erdmann

### Nejlepší animovaný film
Zootropolis: Město zvířat 
- Kubo a kouzelný meč
- Odvážná Vaiana: Legenda o konci světa
- Hledá se Dory

### Nejlepší kamera
James Laxton – Moonlight
- Bradford Young – Příchozí
- Linus Sandgren – La La Land
- Giles Nuttgens – Za každou cenu
- Jody Lee Lipes – Místo u moře

### Nejlepší střih
Nat Sanders a Joi McMillon – Moonlight
- Tom Cross – La La Land
- Joe Walker – Příchozí
- Jennifer Lame – Místo u moře
- Alexandra Strauss – Nejsem žádný tvůj negr

### Nejlepší obsazení – castingový režisér
Yesi Ramirez – Moonlight
- Mark Bennett a Laura Rosenthal – Ženy 20. století
- Ellen Chenoweth – Ave, Caesar!
- Douglas Aibel – Místo u moře
- Jo Edna Boldin a Richard Hicks – Za každou cenu

## Speciální ocenění pro ženy

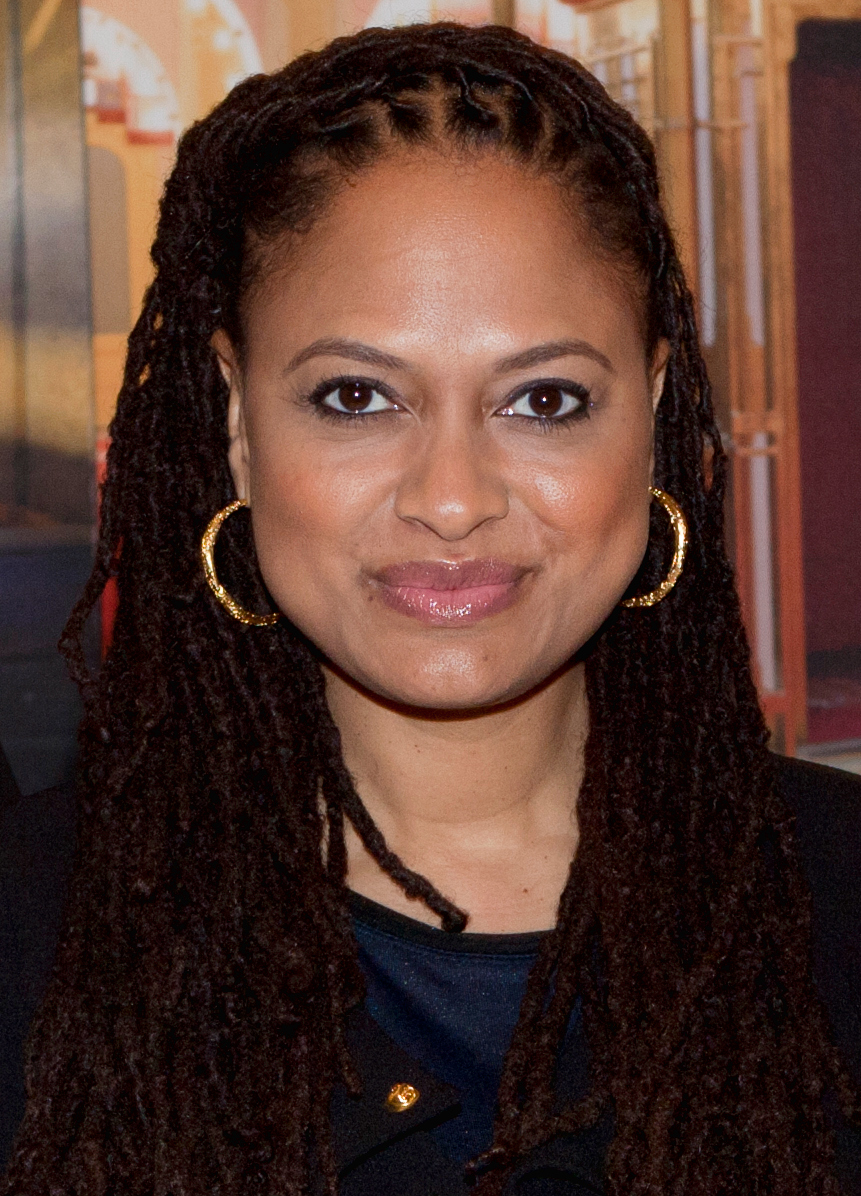
Ava DuVernay vítězka v kategorii nejlepší režisérka

### Nejlepší režisérka

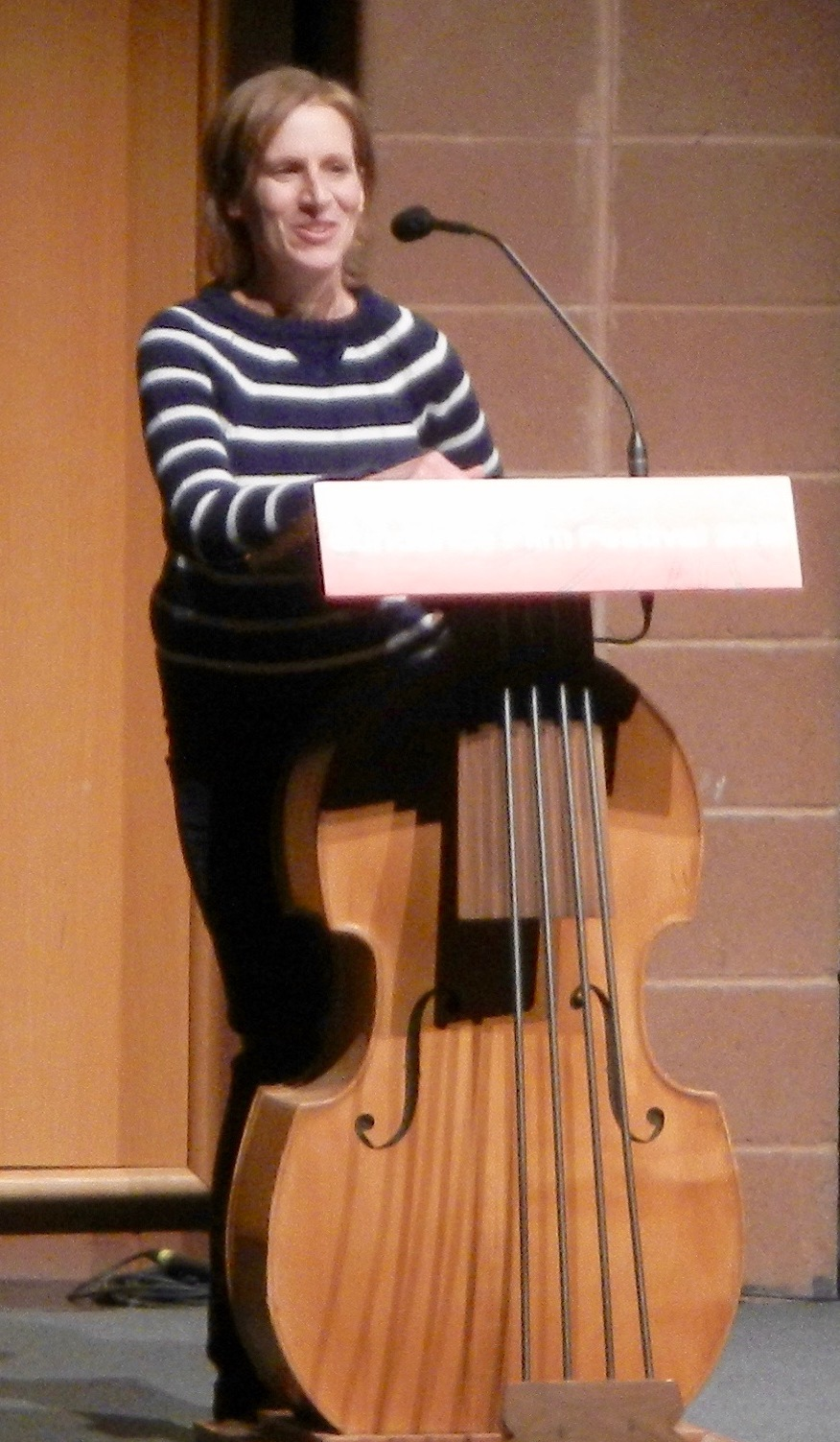
Kelly Reichardt vítězka v kategorii nejlepší scenáristka

Ava DuVernay – 13th
- Andrea Arnold – American Honey
- Kelly Reichardt – Jisté ženy
- Mira Nair – Královna z Katwe
- Rebecca Miller – Maggie má plán

### Nejlepší scenáristka
Kelly Reichardt – Jisté ženy
- Andrea Arnold – American Honey
- Laura Terruso – Hello, My Name Is Doris
- Rebecca Miller – Maggie má plán
- Lorene Scafaria – Šílená matka

### Nejlepší animovaná ženská postava
Vaiana – Odvážná Vaiana: Legenda o konci světa
- Judy – Zootropolis: Město zvířat
- Dory – Hledá se Dory

### Objev roku
Ruth Negga – Loving
- Sasha Lane – American Honey
- Janelle Monáe – Moonlight a Skrytá čísla
- Madina Nalwanga – Královna z Katwe

### Ocenění pro ženy ve filmovém průmyslu
Ava DuVernay – 13th za zvýšení pozornosti, že potřebujeme diversitu a rovnost pohlaví v Hollywoodu
- Anne Hubbel a Amy Hobby za založení fondu Tangerine Entertainment's Juice Fund na podporu filmařek
- April Reign za vytvoření hashtagu a kampaně #OscarsSoWhite (v českém překladu Oscaři jsou tak bílí)
- Mynette Louie, prezidentka Gamechanger Films, společnosti, která financuje filmy režírované ženou

## Speciální ocenění, které stojí za zmínku

### Nestárnoucí herečka
Annette Bening – Ženy 20. století (remíza)
Isabelle Huppert – Elle a Začít znovu (remíza)
- Helen Mirren – Oko v oblacích
- Sally Fieldová – Hello, My name is Doris
- Viola Davis – Ploty

### Největší věkový rozdíl mezi partnery ve filmu
Warren Beatty (narozen 1937) a Lily Collins (narozena 1989) – Pravidla neplatí
- Robert De Niro (narozen 1943) a Aubrey Plaza (narozena 1984) – Děda je lotr
- Charlotte Gainsbourg (narozena 1971) a Jeff Goldblum (narozen 1952) – Den nezávislosti: Nový útok
- Jason Statham (narozen 1967) a Jessica Aba (narozena 1981) – Mechanik zabiják: Vzkříšení

### Herečka, potřebující nového agenta
Jennifer Aniston – Svátek matek a Pařba o Vánocích
- Julia Roberts – Svátek matek
- Margot Robbie – Sebevražedný oddíl a Legenda o Tarzanovi
- Melissa McCarthy – Šéf a Krotitelé duchů
- Shailene Woodley – Rezistence a Aliance

### Nejodvážnější výkon
Isabelle Huppert – Elle
- Sasha Lane – American Honey
- Ruth Negga – Loving
- Jessica Chastainová – Případ Sloane
- Naomie Harris – Moonlight

### Remake nebo sequel, který neměl být natočený
Ben Hur
- Krotitelé duchů
- Den nezávislosti: Nový útok
- Moje tlustá řecká svatba 2
- Sedm statečných

### Síň studu
Dítě Bridget Jonesové – Sharon Maguire a Renée Zellweger
- Almost Christmas – David E. Talbert a Mo'Nique
- Sebevražedný oddíl – David Ayer a Margot Robbie
- Neon Demon – Nicolas Winding Refn a Elle Fanning